# Terry Rooney
Terry Henry Rooney , född 11 november 1950 är en brittisk Labourpolitiker. Han var parlamentsledamot för valkretsen Bradford North 1990-2010. Han är mormon och brukar vara lojal mot partiledningen.